# Рудяков Павло Миколайович
Рудяков Павло Миколайович (нар. 3 грудня 1956, м. Одеса - помер 23 травня 2021 (64 роки)) — доктор філологічних наук, професор кафедри слов'янської філології КДУ ім. Т. Г. Шевченка.

## Життєпис
Народився 3 грудня 1956 року в Одесі.
1980 року закінчив Київський державний університет ім. Т. Г. Шевченка.
З 1996 року — працює на кафедрі слов'янської філології КНУ ім. Т. Г. Шевченка, на посаді доцента, згодом — на посаді професора тієї ж кафедри.
Розробник навчальних курсів «Теоретичні питання слов'янського літературознавства», «Історія сербської культури», «Література в контексті світової культури», «Література слов'янського зарубіжжя», «Історія українського слов'янознавства», «Історія сербської та хорватської літератури», викладач сербської та хорватської літератур, історії південних слов'ян, дослідник українсько-хорватських та українсько-сербських літературних зв'язків.

## Праці
- «Українсько-хорватські літературні взаємини в XIX–XX ст.». — К., 1987;
- «Історія як роман: Андрич, Селімович, Крлежа, Црнянський». — К., 1993;
- «Сеоба Срба у Русиjу у XVIII веку». — Београд, 1996;
- «Историjа као роман». — Београд, 1998;
- «Між вічністю і часом. Життя і творчість І.Андрича». — К., 2000;
- «В службу и вечное подданство». — К., 2001;
- співавтор видання курсу лекцій «Історія західних і південних слов'ян». — К., 2001.